# Câncio de Carvalho

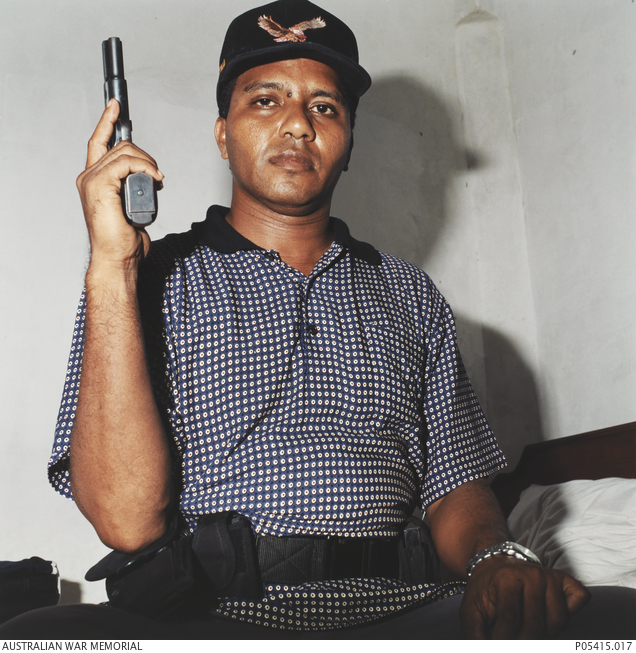
Câncio de Carvalho (2000)

Câncio Lopes de Carvalho (* 1960er Jahren; † 5. März 2022 in Manado, Nordsulawesi, Indonesien) war ein Führer pro-indonesischer Milizen im indonesisch besetzten Osttimor (damals Timor Timur).

## Werdegang
Carvalho war das vierte von zehn Kindern von Mateus und Margarida Lopes de Carvalho. Mateus war der Liurai von Cassa (Distrikt Ainaro). Als Kind wurde Câncio von indonesischen Soldaten gezwungen bei Militäroperationen zu helfen (Tenaga Bantuan Operasi TBO). Nach der prä-sekundaren Schule in Ainaro lebte er bei der Familie eines indonesischen Soldaten in Surabaya (Ostjava), wo er die Sekundarschule absolvierte. Eine Zeit lang lebte Câncio de Carvalho auch bei der Familie von Arnaldo dos Reis Araújo in Jakarta. Araújo war von 1976 bis 1978 indonesischer Gouverneur von Timor Timur. Da Carvalhos Frauengeschichten aber missfielen, wurde er wieder nach Osttimor zurückgeschickt, wo er in Dili im Büro des Justizamts anfing zu arbeiten. 1994 war er Beamter und im Mai 1998 wechselte Carvalho in das Büro im westtimoresischen Kupang. Hier heiratete er eine Westtimoresen, die zur dortigen Tetum-Minderheit gehörte.
Nach dem Santa-Cruz-Massaker im November 1991 wurde Carvalho Informant der Satuan Gabungan Intelijen (SGI), dem Geheimdienst der Kopassus. Zusammen mit Söhnen von Mitgliedern der pro-indonesischen Partei Associação Popular Democrática Timorense (APODETI) gründete er auf Anweisung der SGI eine Jugendgruppe mit Basis in Cassa. Sie wurde Freiwilligenkorps genannt (indonesisch pasukan sukarelawan). Diese Gruppe wurde zur Einschüchterung von Unabhängigkeitsaktivisten genutzt.
Im August 1998 traf Carvalho, zusammen mit den Milizenführern João da Costa Tavares und Eurico Guterres, den indonesischen militärischen Oberbefehlshaber für Osttimor Tono Suratman. Den Milizenführern wurde erklärt, sie müssten die „Integration“ Osttimors in Indonesien „schützen“. Das Treffen kann als Startschuss für die Gewalt der Milizen gegen die Unabhängigkeitsaktivisten sehen, die nach dem Fall der indonesischen Diktatur im Mai auf ein Unabhängigkeitsreferendum hinarbeiteten.

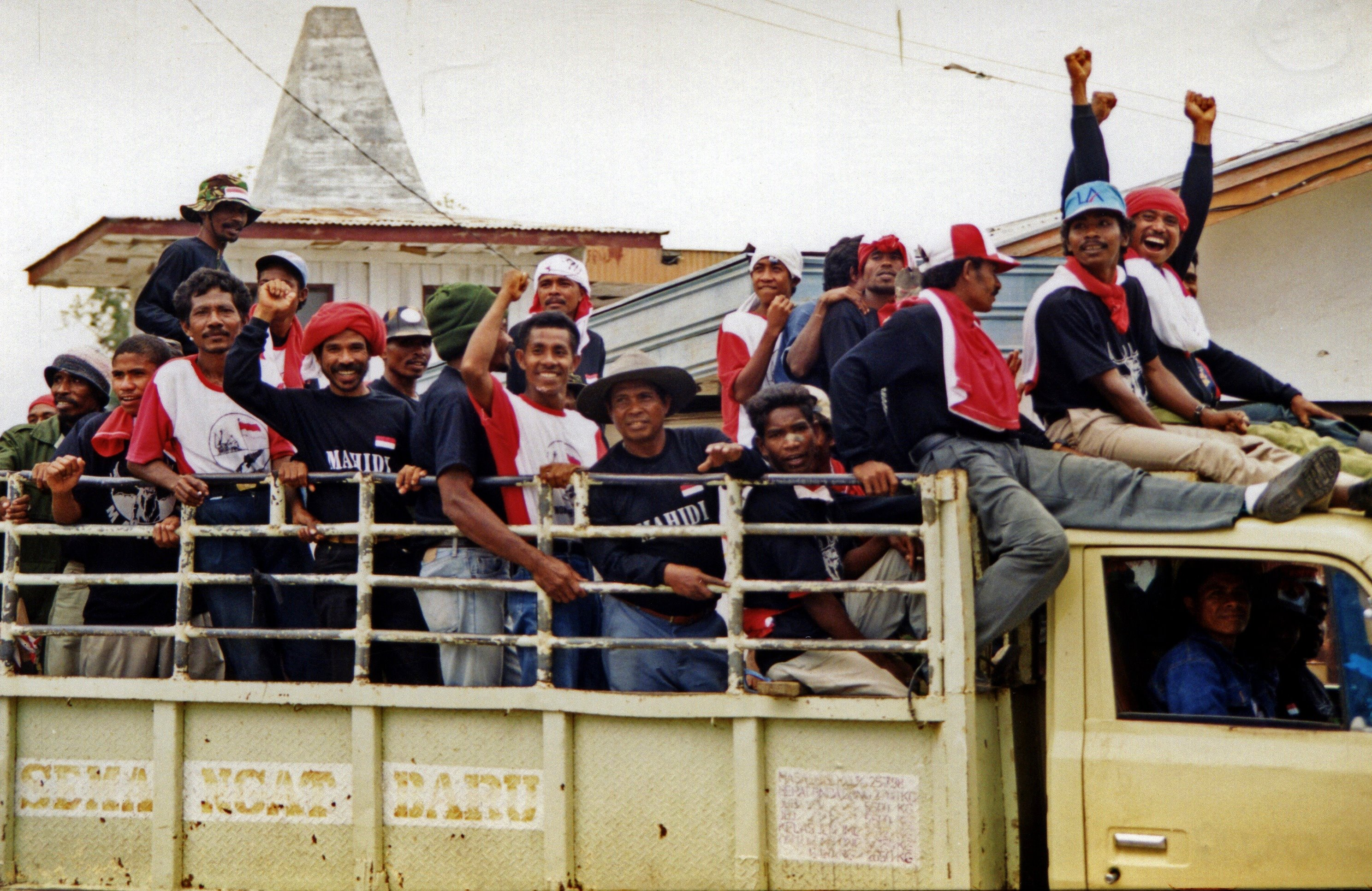
Mitglieder von Mahidi 1999

Unter Anweisung der SGI, reaktivierte Carvalho seine Jugendgruppe aus den frühen 1990er Jahren und benannte sie um in Mahidi (Mati Hidup Demi Integrasi, deutsch Tod oder Leben für die Integration). Am 1. Januar 1999 wurde die Miliz, im Beisein der Chefs der indonesischen Polizei und des Militärs in Ainaro, feierlich vereidigt. Ihre Hauptbasis hatte sie wieder in Cassa. Einige Mitglieder sollen in die Miliz gepresst worden sein. Carvalhos Bruder Nemecio (auch Remecio oder Remesio) bekleidete in der Miliz den Posten eines Nachrichtenoffiziers. Die Miliz wurde infolge der zunehmend militanteren Stimmung der Unabhängigkeitsbefürworter im Distrikt Ainaro gegründet. Einige Häuser waren in Flammen aufgegangen. Im April 1999 hatte Mahidi 1000 bis 2000 Mitglieder und um die 500 Schusswaffen. Carvalho erzählte in einem Interview der BBC, er habe eine automatische Waffe vom militärischen Kommando in Ainaro erhalten. Trainiert wurden sie von lokalen indonesischen Offizieren.
Ab Dezember 1998 begann Mahidi mit Angriffen auf Unabhängigkeitsbefürwortern und die Bevölkerung. Es kam zu Folterungen, Morden, Vertreibung und Verschleppungen. Carvalho war bei diesen Vorfällen teilweise anwesend und befahl auch direkt solche Verbrechen. Besonders ein Überfall auf das Dorf Galitas (Distrikt Cova Lima) am 25. Januar 1999, bei dem drei Menschen getötet und fünf verletzt wurden, erregte landesweites Aufsehen, weil dabei die Leiche einer ermordeten Schwangeren geschändet wurde. Im BBC-Interview sprach Carvalho von dem Vorfall scheinbar mit Stolz. Fernsehaufnahmen vom Massaker im Haus von Manuel Carrascalão zeigen Carvalho beim Abfeuern eines M16-Gewehrs. Im April 1999 wurde Carvalho zum Kommandanten der Vereinigung der Milizen PPI im Sektor III ernannt. Er trug damit nominell die Verantwortung für die Milizen Mahidi, Laksaur, ABLAI und Ahi. Mehrmals drohte er mit Krieg, falls die Osttimoresen sich beim Unabhängigkeitsreferendum am 30. August 1999 sich für die Unabhängigkeit entscheiden sollten. Kurz vor der Abstimmung gab Carvalho einen Milizionären eine Todesliste mit mindestens 100 bekannten Unabhängigkeitsbefürwortern. Als das Referendum sich tatsächlich für die Unabhängigkeit aussprach, schuf die Mahidi ein Regime des Terrors in Cassa. Mehrere Menschen wurden ermordet.
Das Eintreffen der internationalen Eingreiftruppe INTERFET in der Region Anfang Oktober beendete die Gewalt der Miliz und indonesischen Sicherheitskräfte. Carvalho floh nach Kupang, wo er sich niederließ und die PPI mitreorganisierte. Im Januar 2000 drohte er, mit seinen Milizionären die Stadt niederzubrennen, falls Indonesien die osttimoresischen Flüchtlinge zur Rückkehr nach Osttimor zwingen würde. Im Oktober 2000 erklärte Carvalho, er habe Männer seiner Miliz zu Guerillaaktionen nach Osttimor geschickt. Gleichzeitig bot er dem Generalsekretär der Vereinten Nationen Informationen an, über die Verwicklungen der Kopassus bei der Gewalt von 1999, im Gegenzug für eine Amnestie bei einer Rückkehr nach Osttimor. Die UNTAET lehnte ab.
22 Mahidi-Milizionäre wurden am 28. Februar 2003 wegen Verbrechen gegen die Menschlichkeit angeklagt, darunter auch Câncio de Carvalho und sein Bruder Nemecio. In der Anklage hervorgehoben wurde der Mord an elf Zivilisten und die Vertreibung der Einwohner des Dorfes Mau-Nuno am 23. September 1999, der Mord an zwei Jugendlichen am 3. Januar in Manutaci, der Mord an den Unabhängigkeitsbefürwortern am 25. Januar und Mord und Verfolgung von einigen Studenten im Distrikt Cova Lima am 13. April. Alle Angeklagten befanden sich zu diesem Zeitpunkt aber nicht mehr in Osttimor, sondern in Indonesien. Haftbefehle wurden im Distriktsgericht von Dili beantragt und an die Generalstaatsanwaltschaft von Indonesien und Interpol weitergeleitet. Einige Milizionäre wurden zu Haftstrafen verurteilt.

## Sonstiges
Câncios Bruder Francisco de Carvalho genoss eine bessere Ausbildung und war, wie Câncio Informant des SGI.